# Tolminski kmečki upor
Tolminski kmečki upor je bil zadnji v vrsti velikih kmečkih uporov na Slovenskem pred reformami Marije Terezije in Jožefa II.

## Ozadje kmečkih uporov
V 15. in 16. stoletju je v slovenskih deželah od kmetijstva živelo približno 95 % prebivalstva. Zaradi turških vpadov in vojn, pa tudi zaradi različnih bolezni ter davkov, se je njihov socialni položaj vse bolj slabšal. Kmetje so se v obdobju okrog 250 let kar nekajkrat uprli svojim gospodom. Prišlo je do petih večjih ter pomembnejših uporov in do približno 140 manjših, predvsem krajevnih uporov. Med velike kmečke upore štejemo koroškega (1478), vseslovenskega (1515), hrvaško-slovenskega (1573), drugega vseslovenskega (1635) in tolminskega (1713).

## Povod
17. stoletje tolminskim kmetom ni prineslo nič dobrega. Poleg uvedbe novih davkov, kot so davki na meso, vino in pijačo, so pokrajino prizadele tudi hude naravne nesreče. Vrstile so se slabe letine, med letoma 1711 in 1714 pa je razsajala tudi živinska kuga, ki je pobrala mnogo goveje živine. Leta 1713 se je vsemu temu pridružilo še preobilno deževje. Nezadovoljstvo kmetov zaradi novih davkov je bilo zato še večje. Izterjavo davkov je prevzel dotedanji goriški pisar Jakob Bandel. Bil je zelo strog in pobiral je več, kot je zahtevala država, ter tako bogatel na račun kmetov. Leta 1713 so zgoraj naštete razmere sprožile veliki tolminski punt. Ta je zajel skoraj vso Goriško in tudi del Kranjske.
Začelo se je, ko so Tolminci pregnali župnika na Šentviški gori iz njegove župnije. Razlog za pregon je bilo njegovo prigovarjanje kmetom, naj plačajo davke, saj je bil župnik brat Jakoba Bandla. Kmetje na Tolminskem so bili pri plačevanju novega davka že nekaj let v zaostanku, zato je Bandel še toliko bolj pritiskal nanje, kar je sprožilo priprave na upor. Kmečki upor je pripravljal Ivan Miklavčič, v nekaterih virih tudi Ivan Gradnik s pomočniki, to so: Gregor Kobal, Lovrenc Kragulj, Martin Munih, Andrej Laharnar. Bandel je hotel marca 1713 prisiliti Tolmince k plačilu davčnih zaostankov s tem, da je dal nekaj Tolmincev zapreti v Gorico.

## Začetki upora marca 1713
27. marca se je zbralo 500 Tolmincev z namenom odhoda v Gorico in osvoboditve zaprtih kmetov. Namestnik deželnega glavarja Strassoldo jih je s četo konjenikov in mušketirjev prestregel v Solkanu pri pokopališču ter jih poskušal na lep način odvrniti od njihovih načrtov. Tolminci so zahtevali, naj jim najprej pokaže prijete rojake, nato pa se bodo pogajali. Takrat jih je namestnik napadel in ujel še petindvajset novih kmetov, ostale pa razgnal. Nastop kmetov je Bandla tako prestrašil, da se je umaknil iz mesta na goriški grad.
Prihodnji dan so se kmetom pridružili še brambovci in tako je mušketirjem preostal samo še beg. Tolminci so se okrog poldneva zbrali na trgu, oboroženi z gorjačami, meči, sabljami, puškami, cepi in drugimi vrstami kmečkega orodja ter orožja. Grad je ostal odrezan od sveta, zato plemiči niso mogli priti do orožarne na gradu, kjer je bilo shranjeno orožje. Ostala so jim le še pogajanja, ki jih je v imenu Strassolda vodil mestni sodnik Brunetti. Najprej so zahtevali izpustitev vseh jetnikov, ko pa so se jim pridružili še drugi kmetje, so svoje zahteve še zaostrili. Zahtevali so popolno osvoboditev vseh davkov. Še isti dan so razdejali Bandelovo hišo in v strahu, da bodo razdejali še kakšno, jim je sodnik do večera izročili vse jetnike, pod pogojem da se takoj vrnejo v svoj kraj. Nekaj kmetov je ostalo v mestu, hkrati pa je tja prišlo še nekaj sto vojakov.
29. marca je okoli 1000 upornikov napadlo mitnico v Kobaridu. Zahtevali so pismeno potrdilo o odpravi novih mitnin in mitnice v Kobaridu, potrdilo pa jim je prestrašeni mitničar tudi izročil. Izbruhi so se za nekaj tednov umirili, najbrž zaradi spomladanskega dela na polju. Konec aprila in v začetku maja pa se je upor nenapovedano razširil s severa preko dežele do Tržaškega krasa. Tokrat je šlo za premišljeno uporniško gibanje, ki so ga organizirali Tolminci. Sledil je napad na mitnici v Kanalu in Ročinju. Napadli so tudi podružnico deželnega gozdnega mojstra. Upor se je razširil še v Brda, kjer so puntarji napadli kmete, ki se niso hoteli pridružiti, ob tem pa je prišlo do prvih treh smrtnih žrtev. 

## Širitev upora
V prvih dneh maja se je upor širil naprej. 3. maja so v Idriji oplenili župnišče. Tam so se kmalu začeli kazati znaki uporništva med rudarji. Te je upravitelj rudnika pomiril tako, da jih je oprostil plačevanja davka na tobak.
Ohrabreni z uspehi so se kmetje tudi formalno združili v kmečko zvezo in prisilili druge k članstvu. Zavezali so se, da se ne bodo pokorili zemljiškim gospodom ter da jim ne bodo več plačevali davkov. Sami so začeli pobirati puntarski davek. Plemičem so dali jasno vedeti, da ne bodo več plačevali stare pravde, ampak bodo začeli z vojno. Strassoldo je kmečko organizacijo prepovedal, v odgovor pa je dobil zbor 3000 ljudi v Braniku, kjer so razglasili svojega cesarja in glavarja. Prišlo je do več nemirov.
V majhnem tržaškem mestu Devin se je zbralo okrog 7000 kmetov in napadlo grad. Zaradi poškodb, ki so jih prizadejali topovi, jih je nekaj umrlo, ostali pa so se razbežali.
Upor se je širil s Tolminskega naprej v Kanal, Rihemberk, Štanjel, Devin, Švarcenek, Socerb, Novi Grad in na ves proti morju raztezajoči se spodnji Kras. Združilo naj bi se okoli 750 županov ali vaških sodnikov s svojimi soseskami. Plemstvo se je zbalo za svojo varnost in premoženje, zato so začeli na dvor pošiljati prošnje za pomoč pri obrambi. Šele 17. maja je bilo poslano povelje cesarjevega dvornega vojnega sveta, naj na Tolminsko odide 600 mož redne nemške pehote in 200 konjenikov. 

## Zatrtje upora julija 1713
20. maja je deželni vojni komisar napovedal prihod 600 krajšnikov iz Karlovca in Senja na Goriško. Ti so prišli v prvem tednu julija in najprej zatrli upornike v Rihemberku. Kmetje so se z njimi spopadli 14. julija pri Solkanu. Bitka je bila za kmete usodna. Premagani kmetje so se vrnili domov. 26. junija je v Gorico prispela vojska, poslana na cesarjevo povelje, ki je zamenjala Hrvate.

## Posledice
Navadni uporni kmetje so morali vnovič priseči zvestobo in se za zmeraj odreči uporu. Delu puntarskih voditeljev je uspelo zbežati. Cesarska komisija jih je iskala s tiralicami po Goriškem in Kranjskem do konca septembra. Nekaterim je že med iskanjem zaplenila premoženje v korist državne blagajne. Ivana Gradnika so po koncu januarja ujeli. Sledilo je več let krvavih sojenj. Tolmincem so sodili v Gorici. 150 Tolmincev je bilo obsojenih na zaporne kazni, 11 vodilnih puntarjev pa na smrt. Usmrtili so jih v dneh med 20. in 23. aprilom 1714. 20. aprila so usmrtili Ivana Miklavčiča (v zgodovinopisju tudi Ivan Gradnik), Gregorja Kobala, Lovrenca Kragulja in Martina Muniha. Ivanu Gradniku so najprej odsekali roko, potem so ga obglavili in izpostavili na mučilnem kolesu na travniku; kot poklicnega vojaka ga niso razčetverili. Tudi Gregor Kobal ni bil razčetverjen. Lovrenca Kragulja je pred obglavljenjem rabelj uščipnil z razbeljenimi kleščami, ni pa še raziskano, zakaj. 21. aprila so usmrtili Mihaela Baloha, Jakoba Velikonjo, Jakoba Grudna in Toneta Pavšlerja, 23. aprila pa še Mateja Podgornika, Andreja Laharnarja in Valentina Lapajno. Dokument z informacijami o obtožbah in usmrtitvah hrani Dvorni arhiv na Dunaju.
Dokončna sodba je sledila dve leti pozneje, leta 1716. Do jeseni leta 1716 so bili iz ječe izpuščeni vsi zaprti kmetje, vendar so nekaterim zaplenili del premoženja. Po uporu so bistveno omejili nekatere posebne oblike kmečke samouprave na Tolminskem, župani in vaški sodniki, ki so sodelovali pri uporu, pa so bili odstavljeni. Vaščani niso smeli več sami voliti svojih županov, lahko so le predlagali tri može, izmed katerih je zemljiški gospod nato izbral župana. Duhovniki, ki so ljudstvo spodbujali k uporu, so bili izgnani s cele Goriške. Vsem upornikom je bila naložena tudi denarna kazen. Tolminski kmečki upor je bil zadnji v vrsti velikih kmečkih uporov na Slovenskem pred reformami Marije Terezije in Jožefa II. Do začetka terezijanskega obdobja je bilo sicer še nekaj lokalnih nemirov.

## Tolminski kmečki upor v književnosti
- Alojzij Remec: Veliki punt: Kmečka zgodba iz 18. stoletja (1909)
- Ivan Pregelj: Tolminci oz. Tlačani: Roman iz 18. stoletja (1915, 1916)
- Alojz Gradnik: Tolminski punt (Pot bolesti 1922)
- France Bevk: Iskra pod pepelom: Zgodovinska povest (1956)